# Mære (Film)
MÆRE ist ein mittellanger Film von Lisa Reich, der im Januar 2022 beim Filmfestival Max Ophüls Preis seine Premiere feierte.

## Handlung
Als die 11-jährige Rosa im Haus etwas hört, versteckt sie sich unter dem Bett. Sie sieht von dort, wie eine Frau barfuß durch ihr Zimmer läuft und sich auf das Bett setzt. Die unten aus dem Bett herausstehenden Bettfedern piksen ihr in den Rücken. Rosa erwacht, denn es war nur ein Traum. Sie erzählt ihrer Mutter Nicole von diesem, die solche Geschichten, es gebe da etwas im Wald, das sie holen will, bereits kennt.
Eines Tages bekommt Rosa Besuch von ihrer Freundin Sophie, die bei ihr übernachten soll. Die beiden Mädchen gehen in den Wald, der direkt neben ihrem Haus beginnt, und blicken auf den Wasserfall und das Kraftwerk, das dieser betreibt. Abends bringt die Mutter die beiden ins Bett. Nachts von Geräuschen geweckt, geht Rosa barfuß in den Wald und trifft dort wieder auf die Frau, vielmehr ein Schatten, eine schemenhafte Gestalt, die sie wahrnimmt.
Als die Mutter am nächsten Tag das Haus verlassen hat, gehen Rosa und Sophie wieder in den Wald zu dem Kraftwerk und klettern hinunter zum Fluss. Aus Versehen wirft Rosa ihre Freundin ins Wasser. Sophie glaubt, ihr Bein sei gebrochen, und bittet Rosa, Hilfe zu holen. Die rennt zurück ins Haus. Ihre Mutter ist noch immer nicht zurück, dafür trifft sie dort wieder auf die Gestalt und schließt sich in der Küche ein. Als sie sich wieder in den Wald flüchtet, kann sie Sophie am Wasser erst nicht finden, doch dann entdeckt sie sie schlafend auf den Felsen am Ufer liegend und hilft ihr durch den Wald. Dabei werden sie von der Gestalt verfolgt, doch diesmal stellt Rosa sich ihr entgegen und sagt ihr, sie solle weggehen. 
Nachdem der Rettungsdienst verständigt wurde und endlich auch Nicole nachhause kommt, macht Sophies Mutter dieser Vorwürfe, weil sie nicht da war. Rosa schläft in dieser Nacht, wie so oft, bei ihrer Mutter im Bett.

## Produktion

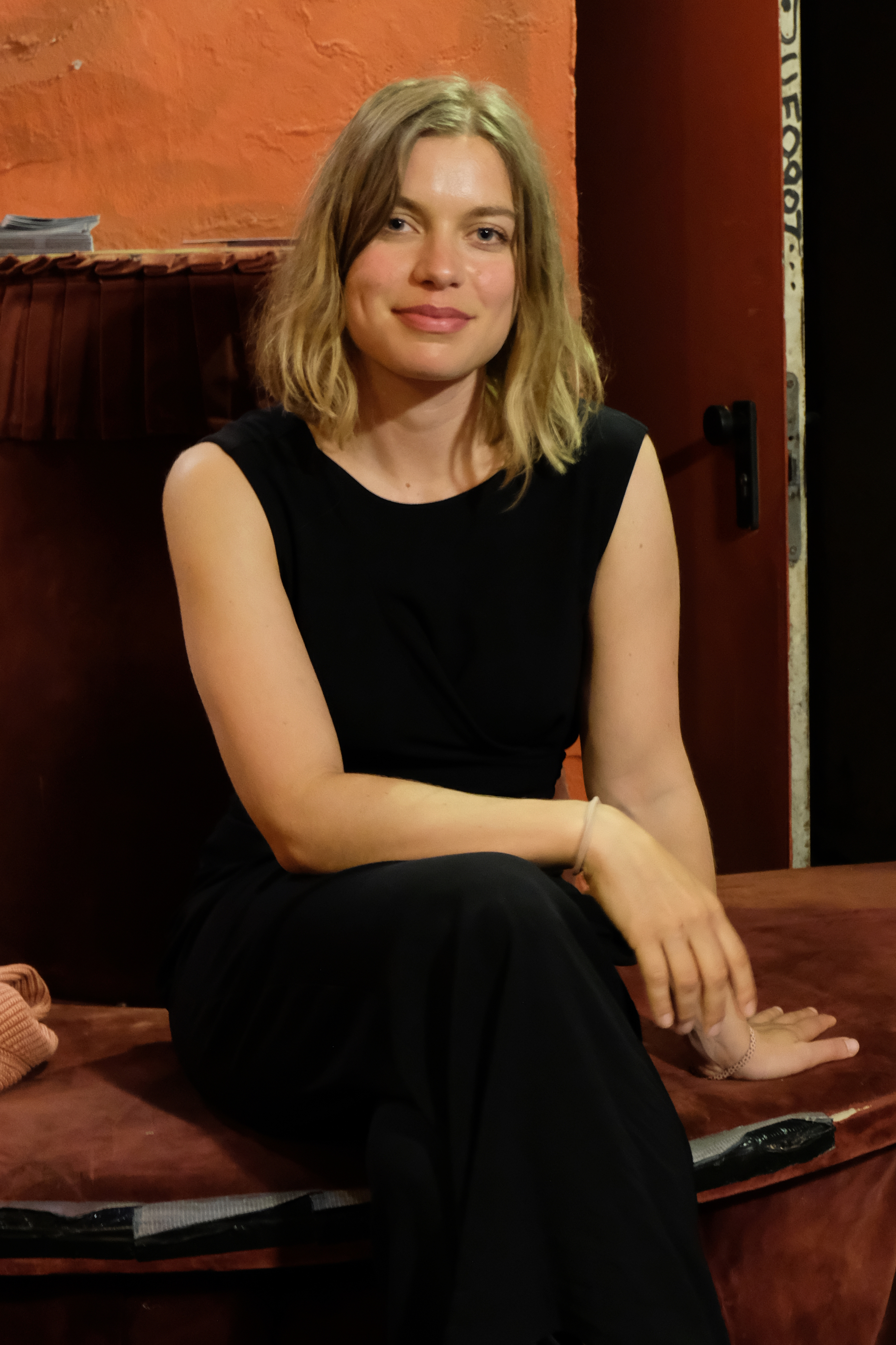
Liliane Amuat spielt Mutter Nicole

Regie führten Lisa Reich und Josef Zeller, die gemeinsam mit Maya Duftschmid auch das Drehbuch schrieben.
Es handelt sich bei MÆRE um Reichs Abschlussfilm an der Hochschule für Fernsehen und Film München, von der der Film gemeinsam mit dem Bayerischen Rundfunk auch produziert wurde. Gefördert wurde das Projekt mit einer Nachwuchsförderung in Höhe von 50.000 Euro vom FilmFernsehFonds Bayern.
In den Hauptrollen teilen sich Lisa und Lina Schuldeis die Rolle der Rosa. Ihre Mutter wird gespielt von Liliane Amuat. Sophie, Rosas beste Freundin, wird von Lynn Kremer verkörpert.
Die im Mai 2021 begonnenen Aufnahmen wurden nach 14 Drehtagen im Juni 2021 beendet. Als Kameramann fungierte Felix Riedelsheimer.
Ab Mitte Januar 2022 wurde der Film beim Filmfestival Max Ophüls Preis gezeigt und feierte hier seine Weltpremiere.

## Auszeichnungen
Filmfestival Max Ophüls Preis 2022
- Nominierung im Wettbewerb Mittellanger Film[3]